# Vävmaskin
Vävmaskin för industriell vävning, skiljer sig från vävstolen främst genom den tekniska skillnaden i hur inslaget i varpen sker. I vävmaskinen används ingen skyttel, utan tråden förs in med hjälp av en luft- eller vattenstråle, alternativt en projektilskyttel eller en gripare.
Projektilskytteln kan gå med en hastighet av 400 skott (inslag) per minut, mot en vanlig skyttel i en enklare mekanisk vävstol som klarar 200 inslag per minut.
Luftstråleinslag med tryckluft klarar 1500 inslag per minut.
Vattenstrålemaskiner lämpar sig bara för syntetvävar, och klarar 600 inslag/minut. Efter införseln av inslaget skall tråden dessutom klippas av och slås ihop i väven.
1995 introducerades en prototyp av en vävmaskin som kan hantera fyra öppna skäl samtidigt, vilket förväntas öka vävhastigheten med 2-4 gånger. Principen bygger på att varpen förs över en slags rotor som öppnar skälen samtidigt.